# Osinja
Osinja (cyr. Осиња) – wieś w Bośni i Hercegowinie, w Republice Serbskiej, w gminie Derventa. W 2013 roku liczyła 1244 mieszkańców.